# Lovelife
Lovelife è il terzo ed ultimo album discografico in studio del gruppo musicale shoegaze inglese Lush, pubblicato nel marzo 1996 dalla 4AD.

## Tracce
1. Ladykillers – 3:13 (Berenyi)
2. Heavenly Nobodies – 2:59 (Berenyi)
3. 500 (Shake Baby Shake) – 3:30 (Anderson)
4. I've Been Here Before – 4:36 (Anderson)
5. Papasan – 2:36 (Berenyi)
6. Single Girl – 2:35 (Anderson)
7. Ciao! (featuring Jarvis Cocker) – 3:31 (Berenyi)
8. Tralala – 5:35 (Anderson)
9. Last Night – 5:24 (Anderson)
10. Runaway – 3:36 (Berenyi)
11. The Childcatcher – 3:17 (Berenyi)
12. Olympia – 5:04 (Anderson)

## Singoli
- Single Girl (8 gennaio 1996, CD e 7")
- Ladykillers (26 febbraio 1996, CD e 7")
- 500 (Shake Baby Shake) (15 luglio 1996, CD e 7")
- Last Night (gennaio 1996, promozionale)

## Formazione
- Miki Berenyi - voce, chitarre
- Emma Anderson - chitarre, voce
- Phil King - basso
- Chris Acland - batteria

## Classifiche
- Official Albums Chart - #8